# Mârouf, savetier du Caire

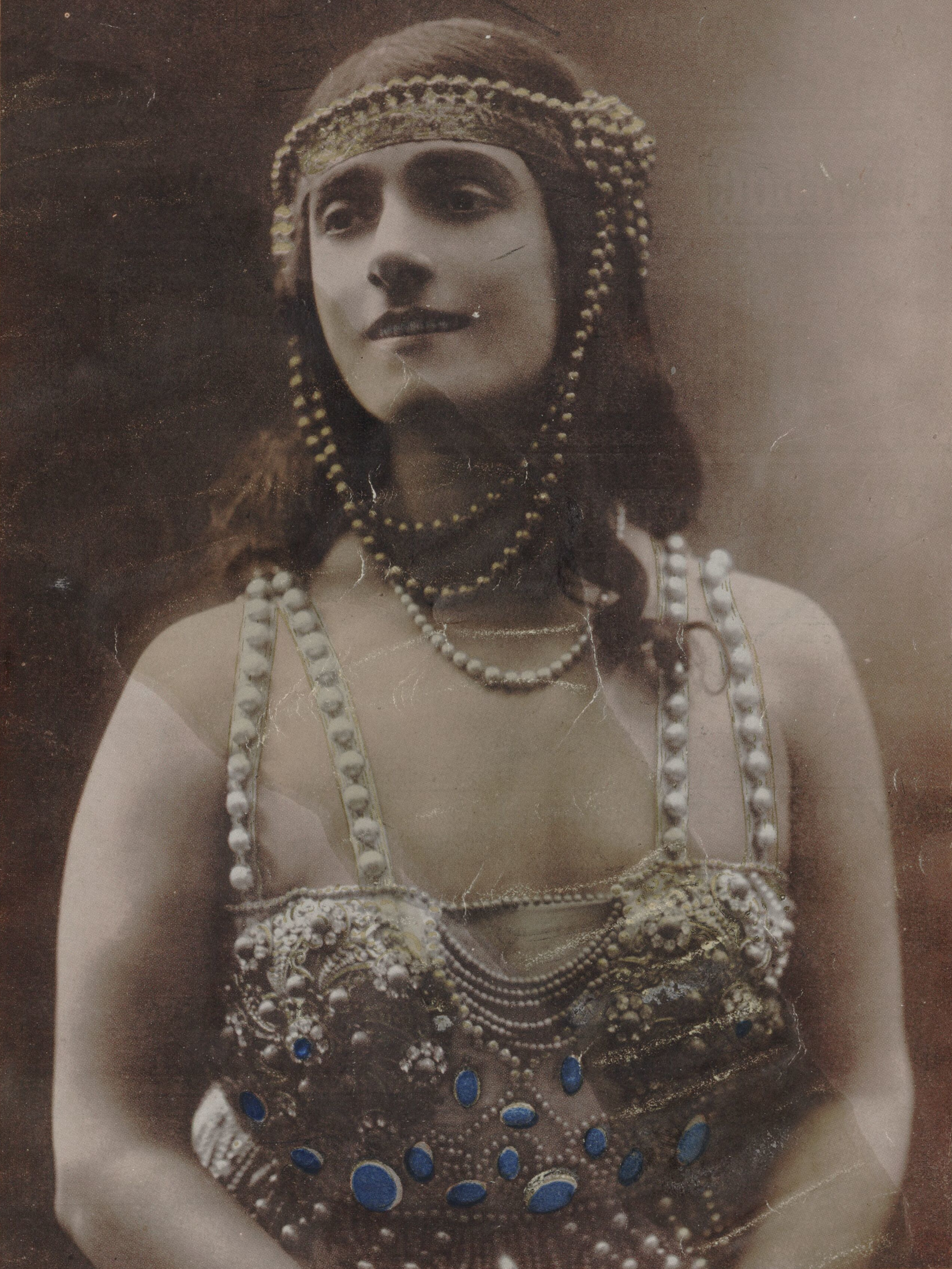
Marthe Davelli nel ruolo della Principessa Saamcheddine nel 1914

Mârouf, savetier du Caire, è un'opéra-comique in cinque atti di Henri Rabaud, su un libretto di Lucien Népoty basato sulla traduzione francese dei racconti de Le Mille e una notte di Joseph-Charles Mardrus, rappresentata il 15 maggio 1914 all'Opéra-Comique.

## Sinossi

### Atto I
Nel suk del Cairo, Mârouf, un ciabattino, sopporta faticosamente i rimbrotti della moglie Fattoumah. Nonostante il loro stato di indigenza, Fattoumah esige pasticcini prelibati che Mârouf riesce ad ottenere da un vicino pasticcere mosso a compassione. Fattoumah non trovando di suo gradimento nemmeno il prezioso regalo, comincia a urlare e ad accusare pubblicamente Mârouf di averla picchiata. Il giudice, ignorando l'innocenza di Mârouf, lo condanna a essere bastonato, nonostante le proteste dei vicini. Mârouf decide di lasciare il Cairo e si imbarca come marinaio su una nave che sta per scendere il Nilo verso il Mediterraneo. 

### Atto II
Un lungo viaggio porta Mârouf sul Golfo Persico, dove una tempesta disperde tutto l'equipaggio tranne Mârouf, il quale viene accolto da Ali, il suo amico d'infanzia, divenuto ricco. Ali decide di aiutare il suo amico, lo veste in maniera elegante e lo presenta ai suoi concittadini come un ricco mercante. Il Sultano e il suo Vizir, in una passeggiata in incognito, scoprono Mârouf intento a offrire generosamente i dinari del suo amico, annunciando l'arrivo imminente della sua carovana. Nonostante i sospetti del Visir, il Sultano invita Mârouf nel suo palazzo. 

### Atto III
Mârouf non ha il coraggio di sconfessarsi e finisce per essere costretto a sposarsi con la figlia del Sultano, il quale non esita a usare gran parte dei suoi fondi per organizzare il matrimonio. Terrorizzato alla prospettiva di un nuovo matrimonio, Mârouf scopre che la principessa Saamcheddine è in realtà dolce e molto bella. 

### Atto IV
I giorni passano e il Sultano comincia a dubitare del genero. Dal canto suo Mârouf e Saamcheddine sono sempre più innamorati, al punto che Mârouf decide di confidarsi con Saamcheddine e le confessa il suo inganno. Il Visir spiando la conversazione scopre Mârouf, il quale viene condannato alla pena capitale. Ma Saamcheddine vuole salvarlo, si traveste da ragazzo e scappa con lui.

### Atto V
Nel deserto, un vecchio lavora il suo campo. Mârouf, in cambio della sua ospitalità, lo aiuta, ma col carretto inciampa in un anello che spunta dalla terra. È un ingresso verso un sotterraneo, il vecchio è in realtà un genio, che gli mostra ogni ricchezza. Invitato a pronunciare un desiderio, Mârouf chiede la famosa carovana, che appare con tutte le sue meraviglie, trasportata da dei nani. Il Sultano, il Visir e il suo seguito, lanciatisi alla ricerca di Mârouf con Ali prigioniero, si imbattono nella carovana. Il Sultano condanna il Visir a morte, ma Mârouf lo grazia, condannandolo solo a delle bastonate.

## Distribuzione
| Mârouf | Tenore oppure Baritono Martin | Jean Périer                                | Georges Thill    |
| Fattoumah | Soprano                       | Jeanne Tiphaine                            |                  |
| La principessa Saamcheddine | Soprano                       | Marthe Davelli                             |                  |
| Il Sultano | Basso                         | Félix Vieuille                             | Marcel Journet   |
| Il Visir | Baritono o Basso              | Delvoye                                    | Albert Huberty   |
| Ali | Baritono                      | Daniel Vigneau                             |                  |
| Il vecchio fellah | Tenore                        | De Creus                                   |                  |
| Il primo mercante | Tenore                        | Cazeneuve                                  |                  |
| Un conducente d'asino | Tenore                        | Donval                                     |                  |
| Il capo dei marinai | Tenore                        | De Creus                                   |                  |
| Ahmad, il pasticcere | Basso                         | Azéma                                      |                  |
| Secondo mercante | Basso                         | Audoin                                     |                  |
| Il Giudice, Kâdi | Basso                         | Payan                                      |                  |
| Due Muezzin | Tenori                        | De Creus, Thibaud                          |                  |
| Due mammalucchi | Basses                        | Reymond, Brun                              |                  |
| Ballerini | Ballerini                     | Sonia Pavloff, Quinault                    |                  |
| Due poliziotti, vicini, marinai, mercanti e popolo di Khaitan, donne dell'harem, mammalucchi, caravanieri, ciambellani, nababbi, dignitari |                               |                                            |                  |
| Direzione musicale | Direzione musicale            | François Ruhlmann                          |                  |
| Regia | Regia                         | Pierre Chéreau et Pierre-Barthélemy Gheusi |                  |
| Coreografia | Coreografia                   | Mariquita                                  |                  |
| Scenografia | Scenografia                   | Lucien Jusseaume                           | François Quelvée |
| Costumi | Costumi                       | Marcel Multzer                             | François Quelvée |

La presentazione americana dell'opera ha avuto luogo al Metropolitan Opera il 19 dicembre 1917 con Giuseppe de Luca nel ruolo principale, con la direzione di Pierre Monteux. L'opera entra in repertorio all'Opéra de Paris il 21 giugno del 1928, con Georges Thill nel ruolo di Mârouf. 
Una nuova produzione di Mârouf con la regia di Jérôme Deschamps vede la luce nel giugno del 2013 all'Opéra Comique e viene ripresa nel 2018 all'Opéra National de Bordeaux e all'Opéra Comique.

## Discografia
- Henri Legay (Marouf), Lina Dachary (Saamcheddine), Janine Capderou (Fattoumah), André Vessières (le Sultan), coro e orchestra della RTF, Pierre-Michel Le Conte (dir.) - Gala (registrato nel 1964)
- Michel Lecocq (Mârouf), Anne-Marie Blanzat (Saamcheddine), Danny Barraud (Fattoumah), Franz Pétri (le Sultan), François Loup (le Vizir), Étienne Arnaud (Ali), cori dell'Opéra de Nantes, Orchestre philharmonique des Pays de la Loire, Jésus Etcheverry (dir.) - Accord (registrato nel 1976)